# Чадца
Чадца (слч. Čadca, мађ. Csaca) град је у Словачкој и четврти по важности град у Жилинског краја.

## Географија
Чадца је смештена у северозападном делу Словачке, близу државне тромеђе са Чешком и Пољском. Престоница државе, Братислава, налази се 220 км јужно.
Рељеф: Чадца се развила у области крајње западних Карпатских планина. Град је смештен у котлини реке Кисуце. Котлина је са севера ограђена планинама Јаворники и Кисуцке Бескиди. Надморска висина града је око 420 m.
Клима: Клима у Чадци је континентална са оштријом цртом због знатне надморске висине и планинске околине.
Воде: Кроз Чадцу протиче река Кисуца, а на месту града се у њу улива речица Чијерњанка.

## Историја
Људска насеља на овом простору датирају још из праисторије. Насеље под овим именом први пут се спомиње у 1565. г. Чадца се посебно развила у 17. веку, па је 1778. године добила градска права. Град је вековима био у саставу Угарске.
Крајем 1918. године. Чадца је постао део новоосноване Чехословачке. У време комунизма град је нагло индустријализован, па је дошло до наглог повећања становништва. После осамостаљења Словачке град је постао њено значајно средиште, али је дошло и до проблема везаних за преструктурирање привреде.

## Становништво
| Година:    | 1994.  | 2004.   | 2014.   | 2024.   |
| ---------- | ------ | ------- | ------- | ------- |
| Број људи: | 26 359 | 26 269  | 24 670  | 22 307  |
| Разлика:   |        | -0,34 % | -6,08 % | -9,57 % |

| Година:    | 2023.  | 2024.   |
| ---------- | ------ | ------- |
| Број људи: | 22 580 | 22 307  |
| Разлика:   |        | -1,20 % |

Данас Чадца има близу 23.000 становника и последњих година број становника опада.
Етнички састав: По попису из 2021. године састав је следећи:
- Словаци - 91,6%,
- Чеси - 0,7%,
- остали.

Верски састав: По попису из 2021. године састав је следећи:
- римокатолици - 79,0%,
- атеисти - 10,5%,
- остали.

## Партнерски градови
- Живјец
- Торуњ